# Hatred
Hatred é um videojogo de tiros produzido pelo estúdio polaco Destructive Creations e lançado a 1 de Junho de 2015 para Microsoft Windows. Em Hatred, o jogador controla um vilão que é o protagonista "Rugman" do jogo, um assassino em massa, que odeia a humanidade e a partir daí começa uma "cruzada genocida", para matar civis inocentes e policias. O produtor descreveu Hatred como a reacção às tendências estéticas nos videojogos como o politicamente correto, a cortesia, as cores vivas e a descrição de jogos como arte com a possibilidade de dar ao jogador "o puro prazer de jogar."
O jogo foi revelado em Outubro de 2014 com um pequeno vídeo caracterizado como "controverso" por múltiplos jornalistas da indústria, devido à sua violência explicita. Em Dezembro de 2014, Hatred  apareceu por uns tempos no Steam Greenlight, mas foi logo removido, com um representante da Valve a dizer que a companhia  "não publicará Hatred". No entanto, no dia seguinte o jogo regressou ao serviço com um pedido de desculpas pessoal por parte de Gabe Newell.
No site de criticas agregadas Metacritic, Hatred tem a pontuação de 45/100 o que indica "análises geralmente desfavoráveis". Estreou-se em #1 na lista de jogos mais vendidos no Steam, à frente de títulos como Grand Theft Auto V, Counter-Strike: Global Offensive e The Witcher 3: Wild Hunt.

## Jogabilidade
Hatred é um videojogo de tiros apresentado numa perspectiva isométrica, O jogador controla Not Important, um assassino em massa que odeia a humanidade e a partir daí começa uma "cruzada genocida", para matar civis inocentes e policias. Pode também usar esses indivíduos como escudos humanos.
O jogador pode ter três armas ao mesmo tempo juntamente com vários tipos de granadas; também pode conduzir alguns veículos que aparecem no mapa. A barra de vida é regenerada quando se faz execuções ou incapacitando pessoas. Se o jogador é morto, este terá de começar novamente o nível onde se encontra a não ser que complete missões secundárias que lhe dá um número limitado de pontos para renascer.

## Desenvolvimento
O meu nome não é importante. O que é importante é o que vou fazer... Detesto a merda deste mundo. E os humanos vermes que se alimentam da sua carcaça. Toda a minha vida foi ódio frio e amargo. Sempre quis morrer violentamente. É a altura de vingança e não há nenhuma vida que mereça ser salva. Vou sepultar o maior numero possível. Chegou a hora de matar. E a hora de eu morrer. A minha cruzada genocida começa agora.

Hatred é o primeiro jogo do estúdio polaco Destructive Creations, uma produtora sediada em Gliwice. Alguns membros da equipa composta por treze elementos, já tinha trabalhado para outra produtora polaca, a The Farm 51.
Destructive Creations anunciou Hatred a 16 de Outubro de 2014, com um vídeo, a que muitos jornalistas da indústria dos videojogos chamou de "controverso". O produtor descreveu Hatred como a reacção às tendências do politicamente correto nos videojogos, criando um jogo que evite a cortesia, os coloridos e aquilo a que se chama dos jogos como forme de arte. Desta forma, também quiseram demonstrar que com este jogo possam chamar à indústria "média rebelde" e com nível de entretenimento sem inserção de "qualquer filosofia falsa", com a possibilidade de dar ao jogador "o puro prazer de jogar."
O vídeo teve a intenção de ser provocativo, no entanto, o CEO da Destructive Creations, Jarosław Zieliński, não antecipava a magnitude da reacção e o enorme suporte de fãs. Acrescentou também que não lhe parece que o vídeo tenha atravessado o limite daquilo que é moral, e que aqueles que não concordam podem escolher não o jogar. O jogo usa o motor Unreal Engine 4 com fisicas Nvidia PhysX. O criador do motor, a Epic Games, requisitou que o logótipo Unreal fosse retirado do vídeo de apresentação.
Em Dezembro de 2014 a Valve decidiu retirar Hatred do Steam Greenlight, uma plataforma para conseguir arrecadar os votos necessários para aparecer na loja digital da companhia. Doug Lombardi da Valve comentou que, "Baseado naquilo que temos visto no Greenlight não publicaremos Hatred no Steam. Portanto será retirado." A Destructive Creations comentou a decisão da Valve de remover o jogo, comentando que respeita a decisão "apesar de jogos como Manhunt e Postal ainda estarem disponíveis" na plataforma de vendas digitais. E continua dizendo que "Mais ainda, não pensamos nisto como um falhanço porque mais uma vez isto mostrou-nos um grande apoio da comunidade com o qual ficamos impressionados. Após apenas algumas horas depois da campanha Greenlight ter começado, Hatred conseguiu 13,148 votos positivos e acabou na sétima posição do Top 100. Isto é a melhor prova para nós que existem fãs dedicados de Hatred, à espera do lançamento, e que precisamos de continuar a avançar para oferecer um jogo entusiasmante e desafiante". No entanto, um dia depois o jogo ficou de novo disponível no serviço, com um pedido de desculpas pessoal por parte de Gabe Newell, co-fundador e gestor da Valve: "Olá Jaroslaw. Ontem ouvi que decidimos retirar Hatred do Greenlight. Visto que não estava a par, perguntei internamente qual a razão para isso. Acontece que não foi uma boa decisão e vamos voltar a colocar Hatred no Steam. As minhas desculpas a ti e à tua equipa. O Steam concentra-se nas ferramentas de criação para criadores e consumidores. Boa sorte com o vosso jogo." De seguida, tornou-se o jogo mais votado do serviço e aprovado a 29 de Dezembro.
Em Janeiro de 2015, foi dado a Hatred a classificação de "Adults Only" (AO) (Só para Adultos) pela ESRB, o que automaticamente proíbe uma distribuição em massa em retalho ou em consolas. É o terceiro jogo, depois de Thrill Kill e de Manhunt 2, que recebe tal classificação devido à violência extrema em vez de conteúdo sexual. Um dos produtores do jogo argumentou contra a classificação, afirmando que "não estava convencido" sobre a associação com jogos sexualmente explícitos, acrescentando "que é uma espécie de feito conseguir ter o segundo jogo da história a ter uma classificação AO apenas pela violência e linguagem. Mesmo que a violência não seja assim tão má e a linguagem dura não é usada em demasia."
Um segundo vídeo foi lançado a 29 de Janeiro de 2015, juntamente com os detalhes para as pré-reservas. Mostrava novas armas como o lança-chamas e novas animações de execuções. Um terceiro vídeo foi lançado em Abril de 2015 e confirma a data de lançamento para 1 de Junho de 2015.
Os produtores já afirmaram que depois do lançamento, as ferramentas de criação de Hatred ficarão disponíveis ao público.

## Lançamento
Hatred foi lançado a 1 de Junho de 2015 para Microsoft Windows, Foi decidido ser lançado apenas para Windows devido ao tamanho pequeno da equipa de produção, e, se permitido, esperando que o jogo possa ser distribuído através de várias plataformas, incluindo Steam, GOG.com. e Desura.com. A Destructive Creations pediu à Steam para bloquear o jogo onde houvesse qualquer problema relacionado com questões legais, como tal Hatred não está disponível na Alemanha e na Austrália. Foi igualmente banido do Twitch, uma plataforma de streaming de videojogos.
Foram reveladas duas versões digitais disponíveis para as pré-reservas do jogo, uma base e outra limitada que inclui uma t-shirt Hatred. Ambas têm incluído a banda sonora oficial.

## Recepção

### Controvérsia
O antagonista está a matar todos de igual forma, a raça não importa (é gerada aleatoriamente para todos os NPC), o sexo não importa (também é aleatório), por isso podem dizer que é o jogo mais tolerante e que promove igualdade. Aqui toda a gente morre.

Muitas publicações e jornalistas da imprensa dos videojogos responderam ao vídeo que revelou o jogo pela primeira vez, particularmente em condenação ao que chamaram de "representação de violência desenfreada". Colin Campbell do site Polygon, escreveu que eles responderam ao comunicado de imprensa "com repulsa genuína". Descreveram o vídeo como "macabro", "extremamente violento, e de mau gosto".  David Murphy da revista PC Magazine, escreveu "preparem-se para a reacção sobre o shooter ultra-violento ... se este jogo alguma vez for editado". Comparou o jogo com Manhunt, Postal e Mortal Kombat — outros videojogos dantes considerados controversos devido à enorme violência — e sentiu que Hatred "irá gerar a mesma quantidade de controvérsia". O vídeo atraiu defensores pela liberdade de expressão, mas o Polygon fez notar que nenhum retalhista requisitou censura sobre o jogo.
Enquanto que alguns notaram que o jogador tem tanta capacidade de matar inocentes como noutras séries incluindo Grand Theft Auto ou Fallout, a Forbes notou que esses jogos penalizam essas acções de uma maneira que Hatred não o faz, visto que a violência é "literalmente... todo o conteúdo do jogo". Mike Splechta da GameZone questionou o porquê de aparecer agora e na forma que este se possa torna no "próximo bode expiatório", num clima que já tem os videojogos como responsáveis pelos tiroteios em escolas e outra violência. Ben Kuchera do Polygon escreveu que o vídeo é uma "falha de retórica" na tentativa de chocar os que o vêem, mas em última análise mostra uma procura de atenção juvenil reminiscente do estilo da banda Slipknot, estética de "cultura de choque" dos anos 1990. Kuchera acrescenta ainda que "a cultura de choque já morreu, fazendo com que o video de Hatred fique sem força e se torne quase cómico." Em resposta, o CEO da Destructive Creations disse que no vídeo "a chamada 'táctica de choque' fez o seu trabalho bem feito", e acrescentou que a reacção ao vídeo reflecte o politicamente correcto da indústria  — "a maneira como nos é dito e ensinado como pensar" — contra a qual o jogo se reveste. Quando questionado sobre a afiliação da companhia e a organização anti-islâmica polaca Polska Liga Obrony, com base num "gosto" colocado publicamente no Facebook, a Destructive Creations respondeu que não apoiavam a organização, que eram contra "ideologias totalitárias", e apreciam a publicidade, apesar da sua malevolência.
O segundo vídeo com o nome Devastation, recebeu criticas similares, com o Polygon a chamá-lo de "tão cruel e cínico como o primeiro."
A Forbes, o The Guardian e o blog Rock, Paper, Shotgun descrevem Hatred como um "simulador de assassinato em massa".

### Vendas
Hatred estreou-se em #1 na lista de jogos mais vendidos no Steam, à frente de títulos como Grand Theft Auto V, Counter-Strike: Global Offensive e The Witcher 3: Wild Hunt.